# 丘多米尔·亚历山德罗夫
丘多米尔·阿森诺夫·亚历山德罗夫（英語：Chudomir Asenov Alexandrov，1936年7月26日—1998年8月18日），是保加利亚共产党中央政治局委员、中央书记处书记，曾担任索非亚市委第一书记、部长会议第一副主席。1988年被撤销职务，1989年复出担任地质委员会主席。